# أيغل بيل
فرانك ويليام وود (وُلد 10 أبريل 1942 في كليفلاند، أوهايو - توفي في 22 مايو 2005)، ويعرف أكثر باسم إيغل بيل أماتو، كان رجل طب متخصصا في الأعشاب. كان مشهورا بتعزيز تقنية التبخير التي يُستخدم فيها المارجوانا عادةً، كان يشجع على استخدام القنب الطبي للأغراض الطبية. إيغل بيل هو أيضا مخترع أول جهاز تبخير محمول شهير يُعرف بإيغل بيل "شيك أند فيب".